# Katoliška dežela Bazilikata
Katoliška dežela Bazilikata je skupno ime za škofije in nadškofije v istoimenski italijanski deželi Bazilikata (Regione Basilicata). Obsega sledečih 6 škofij: Melfi, Acerenza, Matera, Tricarico, Tursi, Potenza.
Po podatkih zbornika Istituto Centrale per il sostentamento del clero 2006 živi na površini 9.970 km² skupno 613.534 vernikov v 268 župnijah.
Ni ostalo veliko podatkov o cerkveni zgodovini stare Lukanije, kot se je včasih imenovala ta dežela. Nekatere izkopanine kažejo, da je bila katoliška cerkev tukaj že organizirana v četrtem stoletju, a barbarski vdori in predvsem splošno razširjena dejavnost roparskih tolp so uničili večino starih zgodovinskih pričanj. Šele v devetem in desetem stoletju se je pod bizantinsko nadoblastjo uveljavil vpliv grške kulture, ki ga je zaznati tudi na verskem področju. V tej dobi so se zatekli v te kraje mnogi menihi (predvsem bazilijanci), ki so bežali pred preganjanjem s strani ikonoklastov. Ustanovili so več skupnosti in samostanov, čigar ostanki so še vidni v okolici Matere.